# Gruia, Mehedinți
Gruia este satul de reședință al comunei cu același nume din județul Mehedinți, Oltenia, România.

## Vezi și
- Biserica de lemn și zid din Gruia